# Mittuniversitetet
Mittuniversitetet (zu deutsch etwa „Mitte-Universität“; offizielle englischsprachige Bezeichnung Mid Sweden University) ist eine schwedische Universität mit zwei Standorten in den nordschwedischen Städten Sundsvall und Östersund.
Sie ist Mitglied der Universität der Arktis.
Die Universität nahm ihren Betrieb am 1. Juli 1993 als Hochschule unter dem Namen Mitthögskolan auf, nachdem sie aus den zusammengelegten Hochschulen in Sundsvall/Härnösand und Östersund hervorgegangen war, deren Geschichte bis in die Anfänge der 1970er Jahre zurückreicht. Am 1. Juli 1995 wurden auch die medizinischen Hochschulen in Sundsvall/Örnsköldsvik und Östersund in die Hochschule eingegliedert. Mit dem 1. Januar 2005 erhielt die Einrichtung von der schwedischen Regierung das Recht zugesprochen, sich Universität nennen zu dürfen.
Die vier Standorte weisen unterschiedliche akademische Profile auf, was sich in den am jeweiligen Campus traditionell angebotenen Fächern zeigt. Während der Schwerpunkt am Standort Härnösand auf den Geisteswissenschaften und der Lehrerausbildung liegt, werden in Sundsvall vor allem technische und naturwissenschaftliche Studiengänge angeboten. Der Campus Östersund bietet Studienmöglichkeiten auf den Gebieten Tourismus, Gesundheitswesen, Sozialarbeit, Umweltwissenschaften und Öffentliche Verwaltung. Die beschrieben Fachkonzentration ist in der Gegenwart jedoch weniger ausgeprägt als in der Vergangenheit. Weitere Studienangebote bestehen auf den Gebieten Informationstechnologie, Medienwissenschaften/Journalismus, BWL, Sportwissenschaften und Sprachen.
Rektor der Universität ist Anders Fällström. Es werden 40 verschiedene Studiengänge mit rund einzelnen 500 Lehrveranstaltungen angeboten. Die Universität ist in zwei Fakultäten für Geisteswissenschaften und Ingenieur- und Naturwissenschaften gegliedert. Die Einrichtung beschäftigt 831 Personen, darunter 54 Professoren und setzte 2007 etwa 740 Millionen Kronen um.

## Dies und Das
Der Name der Universität leitet sich von ihrer Lage nahe dem geografischen Mittelpunkt Schwedens ab.
Der Campus in Sundsvall, getauft auf den Namen „Åkroken“, wurde mit mehreren Architekturpreisen ausgezeichnet, so zuletzt im Jahre 2005 mit dem Städtebaupreis „Charter Award“ des Congress for the New Urbanism.
Die schwedische Schriftstellerin Bodil Malmsten war Ehrendoktor der Universität.

## Abbildungen

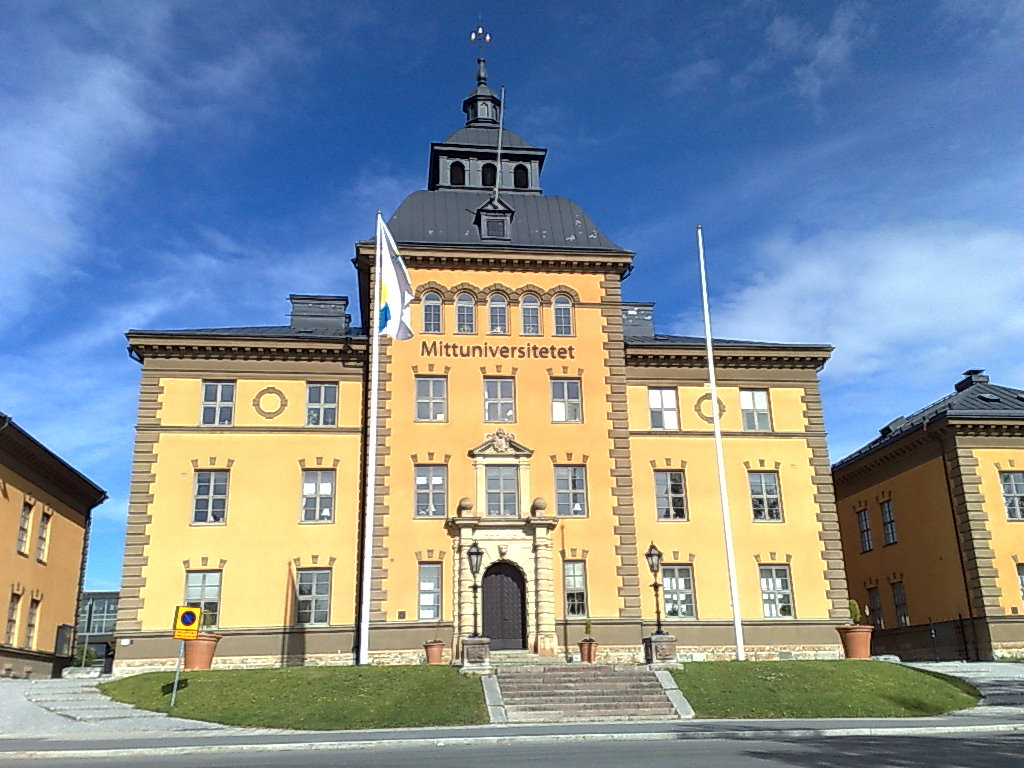
Der Campus in Östersund
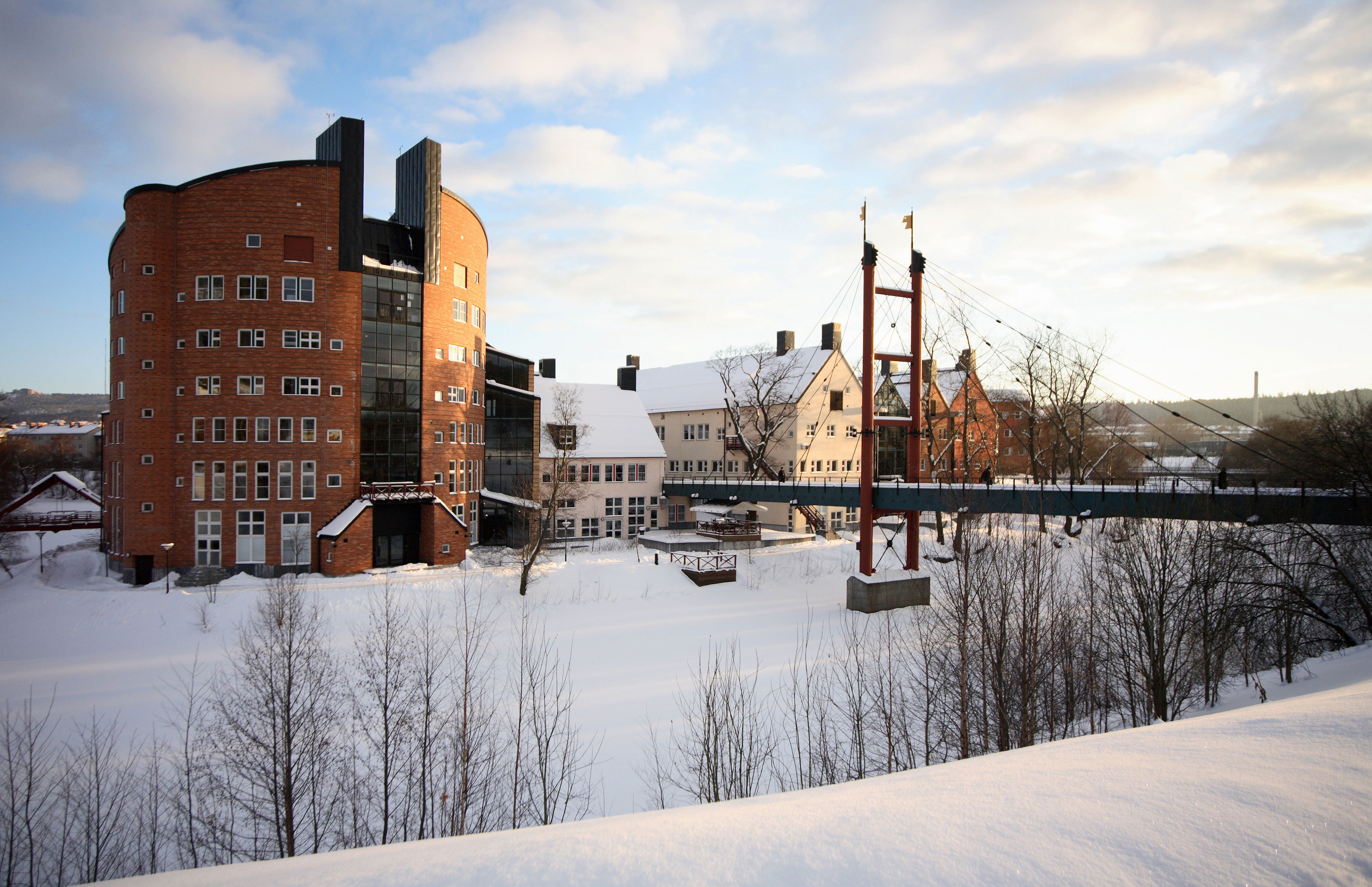
Der Campus „Åkroken“ in Sundsvall
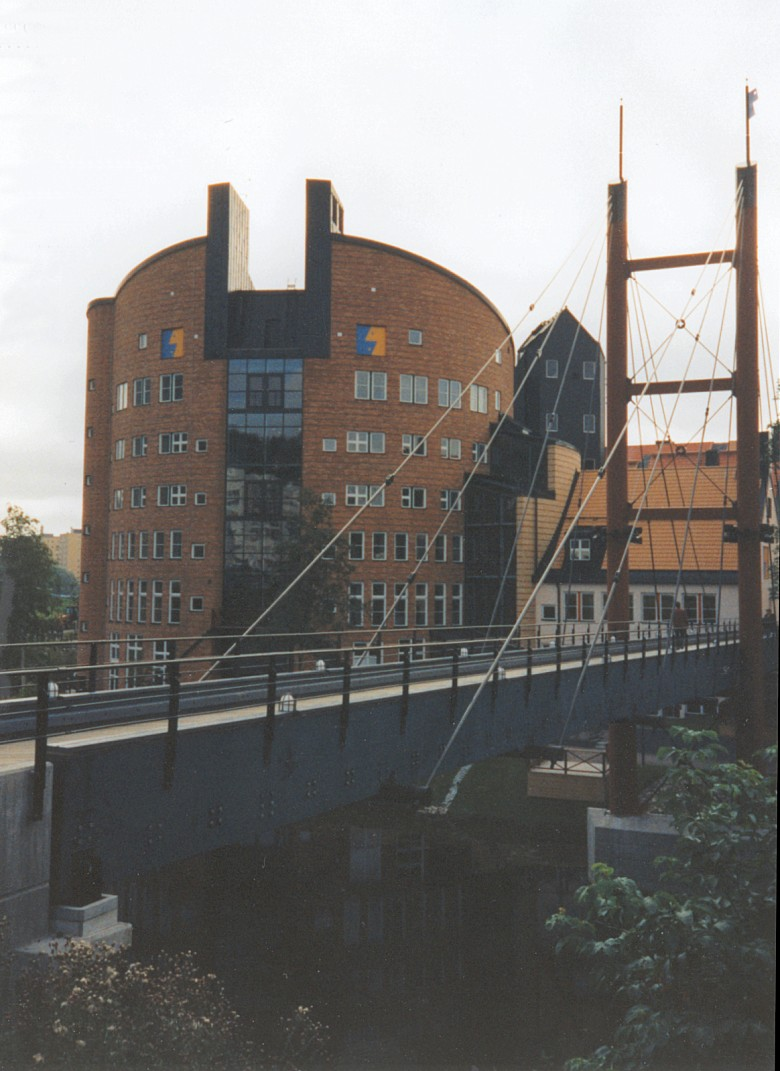
Der Campus „Åkroken“ in Sundsvall – Gebäude Mälthuset
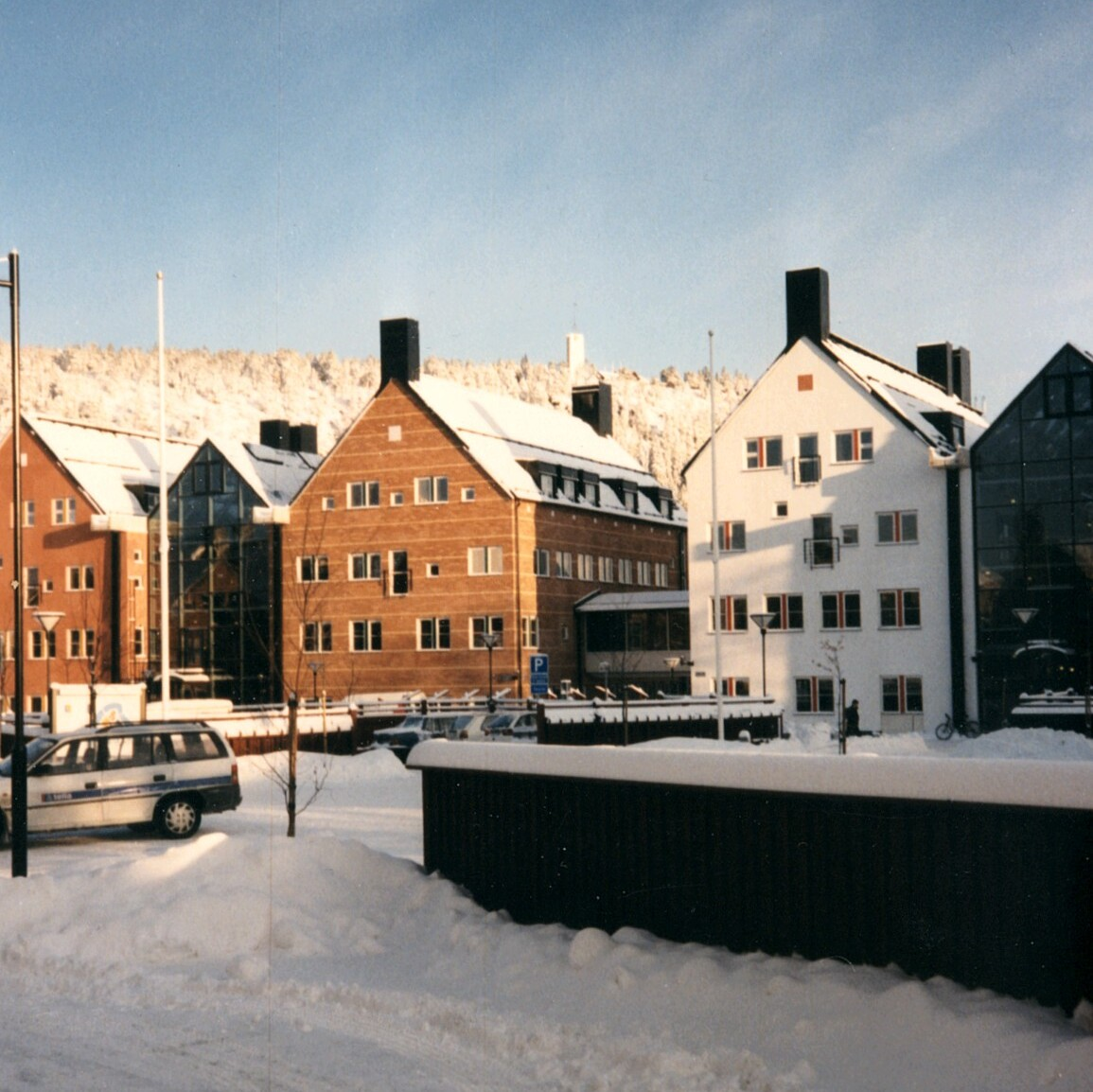
Der Campus „Åkroken“ in Sundsvall – Gebäude Humlegården und Bryggeriet